# Senecio doratophyllus
Senecio doratophyllus là một loài thực vật có hoa trong họ Cúc. Loài này được Benth. miêu tả khoa học đầu tiên năm 1841.